# 居室明器
居室明器是漢代乃至曹魏西晉流行的明器之一。漢代盛行著「以生事死」的觀念，如王充《論衡．譏日篇》言：「推生事死，推人事鬼。見生人有飲食，死為鬼當能復飲食，感物思親，故祭祀也。」由於漢人相信人死後的生活會與在生時一樣，為了讓死者死後的生活能過得好一點，漸漸出現了模仿人生前所用的日常用品而製作的明器。所謂明器，是指「冥中所用之器也」。明器只供喪葬，不能實用，故又有「人器實，鬼器虛」之言。至於明器的種類繁多，主要可分為建築物、交通工具、人型或動物型的公仔、日常用品和有特別意義的擺設。居室明器是模仿死者生前所居住的房屋而做的居室明器，這種明器又可分為三類。

## 單體房屋

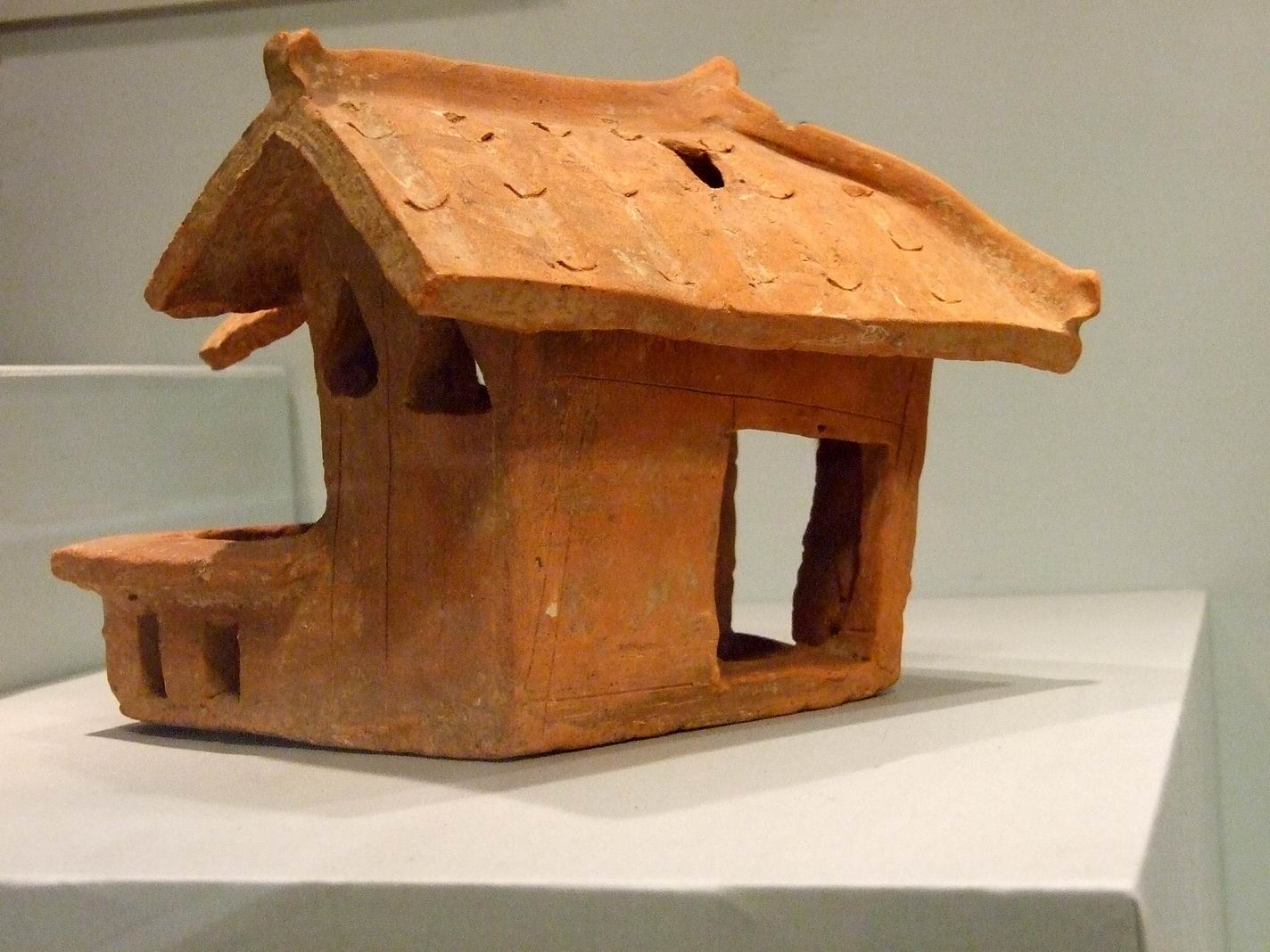
香港李鄭屋漢墓出土的陶製明器

這種房屋結構較為簡單，屋的形狀多為長方形，屋頂多為懸山式或囤頂，每個房間都開有方形、橫長方形、圓形或三角形等樣飾的窗子，應為普通百姓之居所。在古代，民舍居室多兼備生活、生產兩種功能，既可滿足居住的需要，又能從事紡織和飼養禽畜等生產活動。因此這類明器出土時，常常伴有磨房、廁所、豬圈等輔助建築明器出土。

## 樓院
顧名思義，樓院是以樓為主體建築的院落形式。樓的高度約二至四層不等，多位於院落的中後部，而樓的旁邊則有用牆圍成方形小院。其屋頂多為四阿式設計，並以挑樑和斗拱承托，正脊中央有雀鳥等的花紋作裝飾，以樓院設計的講究程度來看，這可能是一些小地主的居所。

## 多個單體建築組合而成的建築群
此類居室明器最為複雜，是由多個單體建築組合而成的建築群，四合院就是一個最明顯的例子。以淮陽出土的西漢彩繪陶院落為例，該明器由院落和田園組成，院落為三進四合式，分為前院、中庭和後院。前院正中有兩扇大門，旁邊有養馬廐、田地。位於中庭的正房較為高大，兩邊設有廂房。至於後院有較為矮小的房屋，可能是傭人的房間。另外，院落內建有倉房、廚房、廁所、豬圈等設施，可謂五臟俱全。而中庭又設有一個舞台，上有六個伎樂俑正在表演。凡此種種，都足見此明器的擁有者必然是大地主或豪強。及至東漢中葉以後，土地兼併問題嚴重，豪強佔地越來越多，生活也越來越奢華，他們所居住的房屋，就如《鹽鐵論．散不足》所言：「富者積土成山，列樹成林，台榭連閣，集觀增樓。中者祠堂屏閣，垣闕罘罳。」而此時的居室明器自然也越來越複雜、華美。由此可見，漢代的居室明器可反映出死者生前的居住環境及其地位，對研究漢代各階層的人的生活有一定的幫助。

## 相關連結
- 糧倉明器
- 廁所明器
- 陶灶明器
- 陶井明器